# Bokeh Game Studio
Bokeh Game Studio Inc. es una empresa desarrolladora de videojuegos con sede en Tokio (Japón). Fue fundada por Keiichiro Toyama, reconocido creador de entregas como Silent Hill y Siren, tras su salida de Sony Interactive Entertainment. Anunciaron su primer título, Slitterhead, en la gala de The Game Awards 2021, el 9 diciembre de ese año.

## Historia
Antes de la inminente disolución de Japan Studio, Keiichiro Toyama se reunió con sus colegas Sato Kazunobu y Junya Okura, con los que había trabajado en la serie Siren (y este último en la serie Gravity Rush) para discutir la posibilidad de formar su propio estudio independiente. Tras meses de negociaciones con varias partes, registraron la empresa en agosto de 2020, e hicieron su anuncio en diciembre de 2020. Toyama sería CEO de la compañía, mientras que Okura ocuparía el puesto de CTO (dirección de juegos) y Sato el de productor o COO.
En febrero de 2020, Toyama reveló en el canal de YouTube de Bokeh Game Studio que su primer proyecto es un juego de acción y aventura con elementos de terror, marcando su regreso al género después de más de una década. El productor Sato también reveló que la jugabilidad obligaría a los jugadores a hacer "sacrificios", siendo algunos de ellos "bastante desagradables". El 9 de diciembre de 2021, en la gala de The Game Awards 2021, revelaron el primer teaser tráiler del videojuego: Slitterhead.